# Ковчицы-1 (Светлогорский район)
Ковчицы-1 (бел. Ко́ўчыцы-1) — деревня в Красновском сельсовете Светлогорского района Гомельской области Республики Беларусь.
На востоке и западе граничит с лесом.

## География

### Расположение
В 53 км на северо-запад от Светлогорска, 12 км от железнодорожной станции Мошны (на ветке Бобруйск — Рабкор от линии Осиповичи — Жлобин), 163 км от Гомеля.

## Транспортная сеть
Транспортные связи по просёлочной, затем автомобильной дороге Бобруйск — Речица. Планировка состоит из дугообразной широтной улицы, к которой на востоке и западе присоединяются 3 переулка. Застройка двусторонняя, деревянная, усадебного типа.

## История
Согласно письменным источникам известна с XVI века как деревня в Речицком повете Минского воеводства Великого княжества Литовского. В 1-й трети XVII века 12 служб, 40 валок земли.
После 2-го раздела Речи Посполитой (1793 год) в составе Российской империи. Обозначена на карте 1866 года, которая использовалась Западной мелиоративной экспедицией, которая работала в этих местах в 1890-е годы. В 1879 году обозначена в числе селений Королёвослободского церковного прихода. В 1908 году в Брожской волости Бобруйского уезда Минской губернии. В этом году открыта школа, которая размещалась в наёмном крестьянском доме.
В 1930 году организован колхоз имени Ленина, работали паровая мельница, 2 кузницы. Во время Великой Отечественной войны 11 апреля 1942 года в бою около деревни погибли 9 партизан (похоронены в братской могиле на кладбище). Согласно переписи 1959 года располагался фельдшерско-акушерский пункт.

## Население

### Численность
- 2021 год — 46 жителей

### Динамика
- 1908 год — 59 дворов, 373 жителя
- 1925 год — 78 дворов
- 1959 год — 521 житель (согласно переписи)
- 2004 год — 60 хозяйств, 138 жителей
- 2021 год — 46 жителей

## Достопримечательность
- Братская могила (1941-1943) —  Историко-культурная ценность Республики Беларусь, шифр 313Д000761